# Prentice Hall
Prentice Hall — велике американське освітнє видавництво, яке належить Savvas Learning Company. Prentice Hall публікує друкований і цифровий освітній контент для читачів від 6-12 років, а також розповсюджує свої технічні випуски через службу електронних довідників Safari Books Online.

## Історія
13 жовтня 1913 року професор права Чарльз Герстенберг і його учень Річард Еттінгер заснували Prentice Hall. Герстенберг і Еттінгер взяли дошлюбні прізвища своїх матерів, Прентіс і Холл, щоб назвати свою нову компанію. Prentice Hall став відомий як видавець торгових книг таких авторів, як Норман Вінсент Піл; підручники для початкової, середньої та вузівської школи; інформаційні послуги на вкладних аркушах; та професійні книги. У 1979 році Prentice Hall придбав компанію Deltak, яка займається навчанням.
Prentice Hall був придбаний компанією Gulf+Western у 1984 році та став частиною видавничого підрозділу цієї компанії Simon & Schuster. S&S продала кілька дочірніх компаній Prentice Hall: Deltak і Resource Systems були продані Національному освітньому центру. Reston Publishing було закрито. 
У 1989 році Prentice Hall Information Services була продана Macmillan Inc. У 1990 році Prentice Hall Press, видавництво торгових книг, було переміщено до Simon & Schuster Trade, а Reference & Travel Prentice Hall було переміщено до підрозділу масового ринку Simon & Schuster. Публікація торгових книг закінчилася в 1991 році. У 1994 році наступник Gulf+Western Paramount був проданий Viacom. Підрозділ Prentice Hall Legal & Financial Services був проданий CSC Networks і CDB Infotek. Wolters Kluwer придбав Prentice Hall Law & Business. Освітній підрозділ Simon & Schuster, включаючи Prentice Hall, був проданий Pearson plc правонаступником G+W Viacom у 1998 році. Згодом Pearson поглинув вищу освіту Prentice Hall і технічні довідкові титули в Pearson Education. У 2019 році компанія Pearson продала своє освітнє видавництво K-12 у Сполучених Штатах; підрозділ було перейменовано в Savvas Learning. K-12 і назви шкіл Prentice Hall були включені в Savvas Learning (разом із веб-доменами Prentice Hall, які переспрямовували на домашню сторінку Savvas Learning).

## Значні титули
Прентіс Холл є видавцем «Американського уряду Магрудера», а також «Біології» Кена Міллера та Джо Левіна та «Соціології та суспільства: Основи» Джона Маціоніса. Їхня серія про штучний інтелект включає «Штучний інтелект: сучасний підхід» Стюарта Дж. Рассела, Пітера Норвіга та ANSI Common Lisp Пола Грема. Вони також опублікували відому книгу з комп’ютерного програмування «Мова програмування C» Браяна Кернігана та Денніса Річі та « Операційні системи: проектування та реалізація » Ендрю С. Таненбаума. Інші назви включають «Велику свиню» Денніса Нолана (1976), «Монстри-бульбашки: рахункова книга» (1976), «Алфабрути» (1977), «Чарівник Макбін та його літальна машина» (1977), «Відьма Базуза» (1979), «Ламові боби» (1979, з автором Чарльзом). Келлер і Радість курей (1981).

## В історії «персонального комп'ютера».
Дочірня компанія Prentice Hall, Reston Publishing,  була на передньому плані видавництва технічних книг, коли мікрокомп’ютери вперше стали доступними. Досі було незрозуміло, хто буде купувати та використовувати «персональні комп’ютери», а дефіцит корисного програмного забезпечення та інструкцій створив видавничу ринкову нішу, цільову аудиторію якої ще потрібно було визначити. У дусі піонерів, які зробили комп’ютери можливими, редактори Reston Publishing звернулися до користувачів із заспокійливою та дещо експериментальною книгою «Комп’ютерна анатомія для початківців» Марліна Оверсона з People’s Computer Company. Потім вони представили колекцію книжок, яка, як правило, створювалася програмістами та створювалася для програмістів, склавши міцний список книг, на які покладалися багато користувачів мікрокомп’ютерів першого покоління.

## Зовнішні посилання
- Офіційний сайт
- Pearson Higher Education (formerly Prentice Hall Higher Education) website
- Prentice Hall Professional Technical Reference website